# Elmhurst (Illinois)
Elmhurst – jedno z przedmieść Chicago, położone w hrabstwie DuPage w stanie Illinois. Ludność w 2006 wynosiła 43 298. W 2023 liczba mieszkańców wzrosła do 45 336 osób, a gęstość zaludnienia przekroczyła 1703 osoby/km².

## Historia miasta
Około 1836 roku pierwsi osadnicy z Europy dotarli w rejony gdzie obecnie położone jest Elmhurst. W 1843 otwarta została tawerna, która szybko zyskała popularność wśród podróżujących z Chicago do Fox River Valley. Wspólnota w tym rejonie powoli rozwijała się, natomiast w 1845 roku zyskała oficjalna nazwę Cottage Hill, gdy otwarto tu pierwsza pocztę. Cztery lata później przez miejscowość przeszła linia kolejowa łącząca ją z Chicago, w ten sposób farmerzy zyskali bardzo dogodny środek transportu. W 1869 roku nazwę zmieniono na Elmhurst.
W 1882 roku miejscowość liczyła 1050 mieszkańców. Działał też posterunek policji oraz ochotnicza straż pożarna. W latach dwudziestych XX wieku miasteczko zawdzięcza sobie prawdziwy rozkwit, liczba ludności prawie potroiła się do 14 tysięcy, wiele spośród obecnie istniejących instytucji ma początek właśnie w tym okresie. M.in. w 1926 roku założono szpital. Obecnie miasto rozwija się i jest jednym z ważniejszych przedmieść Chicago.